# Arjun Bahadur Thapa
Arjun Bahadur Thapa (12 gennaio 1956) è un diplomatico nepalese, attuale segretario generale della SAARC (Associazione sud-asiatica per la cooperazione regionale).

## Biografia
Ottiene un master all'Università russa dell'amicizia tra i popoli di Mosca nel 1983, e nel 1994 all'Università di Adelaide in Australia.
Dal luglio 2013 al febbraio 2014 riveste il ruolo di ministro degli esteri del Nepal. 